# ديه بيل
ديه بيل (بالإنجليزية: Des Bell)‏ هو لاعب كرة قدم أسترالية أسترالي، ولد في 23 مايو 1923 في Creswick, Victoria ‏ في أستراليا.

## وصلات خارجية
- ديه بيل على موقع AustralianFootball.com (الإنجليزية)
- ديه بيل على موقع AFLtables.com (الإنجليزية)